# Títol al portador

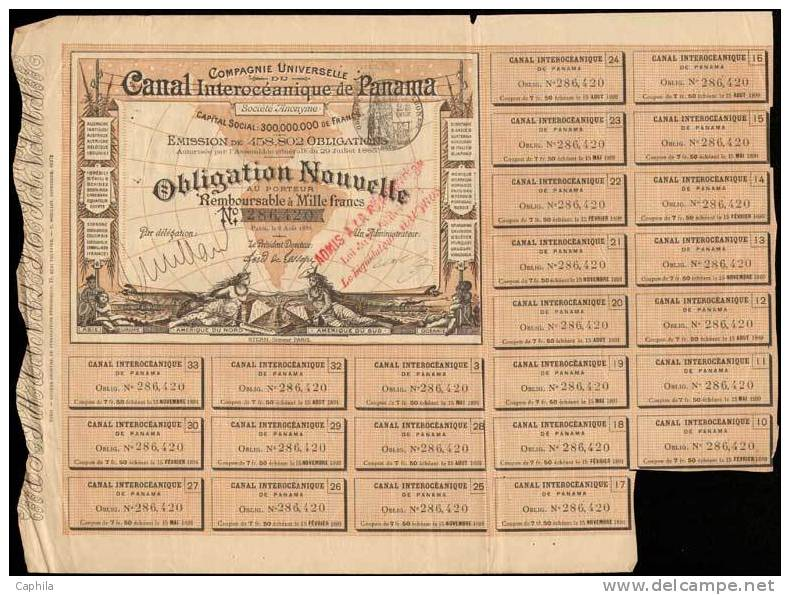
Un Bo (Obligació) al portador amb els seus cupons adjacents, dels quals només un en fou retallat per a cobrar-lo.

Un Títol al portador o senzillament Al portador (en anglès: Bearer Instrument) és qualsevol Security (valor) que no recull la informació del seu propietari i que ha estat emès en forma de paper, de manera que es presumeix que el seu legítim propietari n'és el portador, és a dir, aquell qui té el document de paper. Al món anglosaxó aquesta modalitat d'emissió ha estat referida normalment als bons (Obligacions) al portador (Bearer Bond) i en l'emissió de paper els cupons estan impresos conjuntament al Bo, de manera que per a cobrar-los el portador els ha de retallar i entregar-los per a rebre el pagament del cupó. Aquestes emissions contrasten amb les actuals anotacions a compte, on la informació del propietari queda registrada en un ordinador i no existeix un lliurament físic en paper del Bo.

## Història
Concretament els Bons al portador tenen els seus orígens en la reconstrucció posterior a la Guerra civil americana (1861-1865). El seu ús per evitar el pagament d'impostos esdevingué molt popular després de la Primera Guerra Mundial (1914-1918). Pel seu anonimat els Bons al portador esdevingueren un instrument molt útil pels evasors fiscals i els blanquejadors de capitals. Als Estats Units el 1982 la Tax Equity and Fiscal Responsibility Act declarà il·legal l'emissió de bons (obligacions) pels municipis i corporacions, de manera que en l'actualitat els bons (obligacions) al portador disponibles als mercats secundaris són aquells de venciment molt a llarg termini emesos abans d'aquella data, els quals són cada vegada més escassos. Avui en dia han vençut tots els Bons al portador emesos pel govern nord-americà. Per altra banda han continuat sent molt comuns en altres indrets del món -principalment en aquells llocs on l'anonimat és un punt a tenir en compte- per bé que la inexistent protecció que ofereixen enfront del robatori n'ha debilitat la seva vigència. Un exemple d'aquests són els Eurobons (Euroobligacions), que començaren a esser emesos el 1963 en aquest format, per bé que avui en dia, i com la majoria de bons (obligacions), són emesos sense cap suport físic i tan sols existeixen com a anotacions en compte gravades electrònicament.

## Bons al portador en la cultura popular
Donat que els «bons al portador» poden arribar a representar elevadíssimes quantitats de diners per mitjà d'uns pocs plecs de fulls, diversos films i serials de TV els han utilitzat en les seves interpretacions de robatoris, doncs en paper moneda arribar a una xifra de 10 M$ equivaldria a emplenar diverses maletes plenes de bitllets. Exemples d'aquest ús poden ser vistos en els següents films Goldfinger, Wall Street, Beverly Hills Cop, Lethal Weapon 2, Die Hard, Fun with Dick and Jane, Heat, Mission Impossible, Panic Room, Steal, Triple Tap, The Da Vinci Code, etc.